# American Astronomical Society

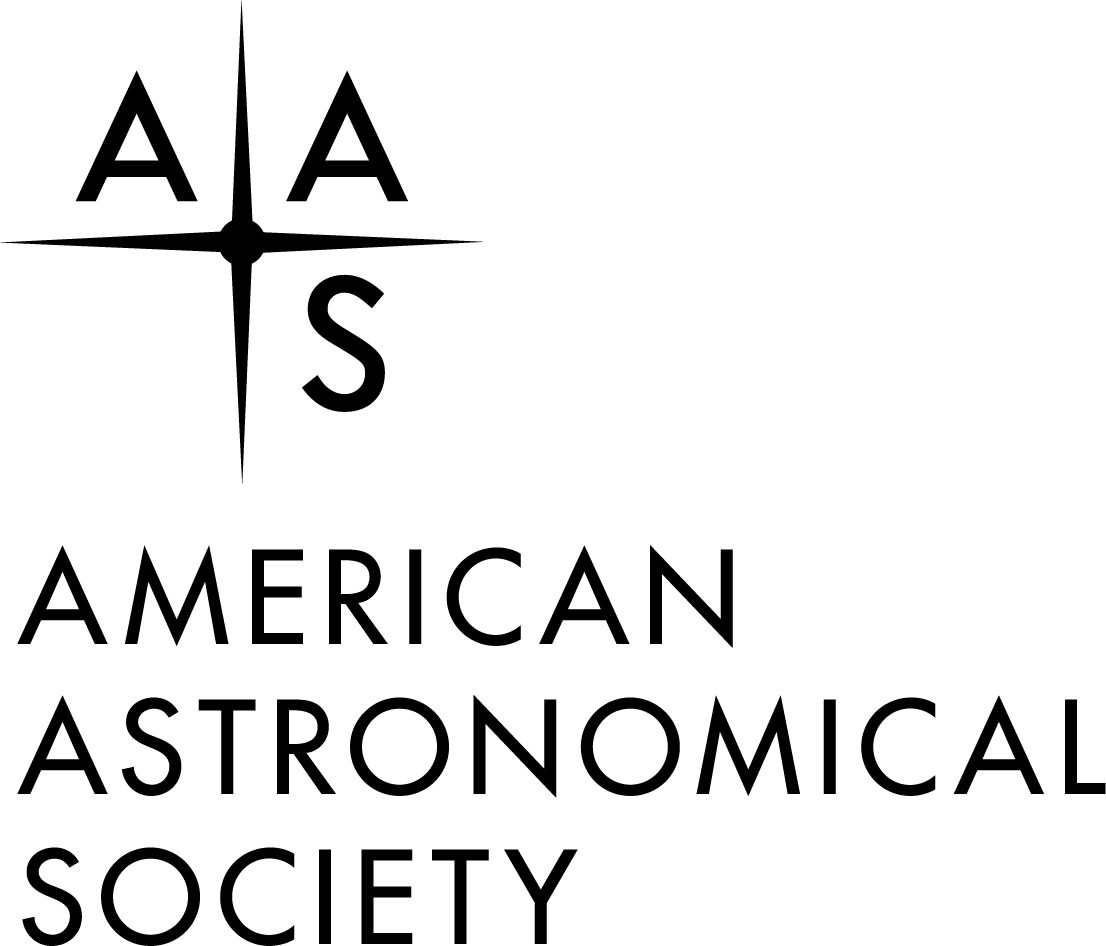
Logo

La American Astronomical Society (AAS) è un'organizzazione statunitense di astronomi professionisti, il cui quartier generale si trova a Washington. Lo scopo principale dell'AAS è di favorire l'astronomia e gli altri campi scientifici strettamente collegati ad essa. Uno scopo secondario è quello di diffondere l'interesse per l'astronomia e di fornire ai membri una voce nel campo della politica.

## Storia
L'organizzazione venne fondata il 6 settembre 1899. La costituzione del gruppo fu scritta da George Ellery Hale, assieme a George Comstock, Edward Morley, Simon Newcomb ed Edward Charles Pickering. Assieme ad altre quattro persone questi uomini formarono il primo Consiglio Esecutivo della società; Newcomb fu il primo Presidente. I membri erano all'inizio 114. Il nome definitivo dell'AAS venne deciso soltanto nel 1915; fino ad allora era stata chiamata "Astronomical and Astrophysical Society of America".
Oggi l'AAS conta oltre 6500 membri e cinque divisioni: quella di Scienze Planetarie, costituita nel 1968, quella di Astronomia Dinamica (1969), quella di Astrofisica delle Alte Energie (1969), quella di Fisica Solare (1969) e quella di Storia dell'Astronomia (1980).

## Divisioni
La società si suddivide in sei divisioni ciascuna promuove un campo specifico dell'astronomia: 
- DPS (Division for Planetary Sciences) - La divisione di Scienze Planetarie promuove la planetologia e l'esplorazione del Sistema Solare.
- DDA (Division of Dynamic Astronomy - La divisione di Astronomia Dinamica ) appoggia la ricerca sulla dinamica dei corpi celesti, a partire dal Sistema Solare, fino ad arrivare ai superammassi di galassie su scala cosmologica.
- HEAD (High Energy Astrophysics Division) - La divisione di Astrofisica delle Alte Energie  promuove gli studi sui fenomeni ad alta energia, sulle particelle, sulla teoria dei quanti, sui campi gravitazionali, e sui fenomeni ad essi correlati nell'universo astrofisico.
- HAD (Historical Astronomy Division) - La divisione di Storia dell'Astronomia patrocina gli studi su temi di notevole rilevanza nella storia dell'astronomia.
- LAD (Laboratory Astrophysics Division) - La divisione del laboratorio di Astrofisica si occupa delle teorie che stanno alla base del funzionamento del cosmo.
- SPD (Solar Physics Division)- La divisione di Fisica Solare promuove la ricerca astrofisica sul Sole, e sulle sue interazioni con il Sistema Solare e con la Terra.

## Premi e riconoscimenti
Ogni anno l'AAS assegna alcuni prestigiosi premi. Tra questi vi sono:
- La Henry Norris Russell Lectureship alla carriera
- Il premio Newton Lacy Pierce per l'astronomia alle osservazioni
- il premio Helen B. Warner per l'astronomia alle osservazioni o teorie
- Il Beatrice M. Tinsley alla ricerca
- Il premio Joseph Weber alla strumentazione astronomica
- Il premio George Van Biesbroeck al servizio
- L'Education Prize al contributo educativo
- Il premio Annie Jump Cannon per l'astronomia ad un distinto contributo
- Il premio Brouwer alla carriera per la meccanica celeste